# Бибелескес
Би́белескес (нем. Bibeleskäs — «цыплячий сыр») — немецкое региональное блюдо из творога с зеленью родом из Бадена, распространённое также в соседнем Эльзасе. На алеманнском диалекте «бибелескес» означает в общем «творог», а «биббели» по-алеманнски — творожные «зёрнышки», образующиеся при его протирании через сито, и одновременно «цыплята», которых раньше подкармливали простоквашей с овсом и отрубями.
На селе бибелескес готовили из домашнего, достаточно сухого и зернистого молодого кисломолочного сыра, но в настоящее время такой творог в Германии не производится, и бибелескес готовят из мягкого творога. К нему в зависимости от рецепта добавляют немного молока или сливок, лук скороду, лук-шалот или репчатый лук, чеснок и разную свежую рубленую зелень, а также приправляют солью и перцем. Бибелескес обычно сервируют с картофелем в различных вариантах его приготовления: жареным, отварным, в мундире и в рёшти. Нежирный бибелескес часто готовят в жаркое летнее время. Доступные ингредиенты бибелескеса обеспечили ему популярность среди бедных слоёв населения.